# ابوالفوارس احمد بن علی
ابوالفوارس احمد بن علی (عربی: أبو الفوارس أحمد بن علي بن الإخشيد؛ ۹۵۷ – ۹۸۷) آخرین حاکم ترک‌تبار مصر، شام و حجاز بود.